# تاج کوه (بیرجند)
تاج کوه روستایی است در دهستان فشارود از توابع بخش مرکزی شهرستان بیرجند، واقع در استان خراسان جنوبی که بر پایه سرشماری عمومی نفوس و مسکن در سال ۱۳۹۵ جمعیت این روستا ۱۰۹ نفر (در ۳۵ خانوار) بوده‌است.